# بوكونبايفو
بوكونبايفو (بالقيرغيزية: Бөкөнбаев)‏ هي مركز مقاطعة تونغ في منطقة إيسيك كول في قيرغيزستان. تأسست كقرية باسم كولتسوفكا عام 1912، وهي مقر منطقة تونغ ومجتمع قرية كون تشيغيش.